# Voetbalelftal van de Arabische Democratische Republiek Sahara (mannen)
Het voetbalelftal van de Arabische Democratische Republiek Sahara is het team van voetballers dat de Arabische Democratische Republiek Sahara (ADSR) vertegenwoordigt bij internationale wedstrijden. De ADSR, die de Westelijke Sahara claimt, is geen lid van de FIFA en de CAF en is dus uitgesloten van deelname aan het WK en de Afrika Cup. De Westelijke Sahara speelde in 1988 z'n eerste duel tegen Le Mans UC uit Frankrijk. Dit duel ging verloren met 2-3. Ook speelde het elftal wedstrijden tegen clubs uit Algerije, Italië en Spanje. Een wedstrijd tegen Macau werd in 2007 gewonnen met 0-1, dit is zover bekend de eerste overwinning geweest. In 2012 nam de Westelijke Sahara voor het eerst deel aan het VIVA WK van de NF-Board. Het team verloor beide groepsduels met 0-6 en 2-6, vervolgens werd er tweemaal gewonnen tijdens de wedstrijden om de plaatsen 5 t/m 9 en uiteindelijk werd er om de 5e plaats verloren waardoor de Westelijke Sahara 6e werd.

1 CONCACAF-lid · 2 geassocieerd CAF-lid · 3 geassocieerd OFC-lid · 4 geassocieerd AFC-lid